# E-terapia
E-terapia es el nombre que reciben los tratamientos realizados a través de Internet. También son conocidos como ciberterapia y terapia en línea, e implican tratamientos sustentados en la world wide web. Las e-terapias se utilizan en situaciones en donde las intervenciones tradicionales no son posibles debido a la distancia, la estigmatización o la falta de tiempo. Asimismo las e-terapias pueden constituirse en un complemento a los tratamientos tradicionales. La e-terapia médica se denomina telemedicina. La e-terapia psicológica se denomina psicoterapia en línea.

## Aplicaciones de la e-terapias
Existen diversas aplicaciones de e-terapias que están alcanzando resultados similares a los tratamientos tradicionales. Algunas aplicaciones de la especialidad de la psicoterapia en línea son la rehabilitación cognitiva a distancia (Tele-gradior), la psicoeducación (psicoED), tratamientos en trastornos de pánico (Interapy), depresión (MoodyGym) y prevención del suicidio (Sahar).

## Ventajas de la E-terapia
•El aumento de la frecuencia de contacto terapéutico. No es preciso que se limite a unas citas predeterminadas, sino que pueden establecerse comunicaciones más frecuentes (por ejemplo, diarias) con facilidad, si se prescriben. O simplemente emplear el correo electrónico como instrumento de contacto entre citas presenciales más demoradas. 
•Consultas sencillas, aclaraciones, asesoramiento y consejo psicológico puede llevarse a cabo con toda efectividad mediante correo electrónico o chat. A menudo los pacientes únicamente buscan información relevante para su problema. Una respuesta clara y acertada, acompañando manuales o guías de interés o sugiriendo biblioterapia puede ser un modo adecuado de aconsejar a un paciente sobre su problema.
•El empleo del ordenador circunscrito a una comunicación por internet facilita la posibilidad de archivar íntegramente toda comunicación mantenida entre psicólogo/a y paciente.
•La flexibilidad del medio, que admite múltiples formas de comunicación (chat, videoconferencia, correo, comunicación telefónica, envío de archivos, etc.), es siempre una ventaja a destacar. 
•Un tratamiento mediante comunicación escrita a distancia facilita un análisis más exhaustivo del componente verbal, muy valorado en modelos y escuelas de orientación cognitiva: reestructuración cognitiva, terapia racional emotiva, enfoque de resolución de problemas, psicoterapia cognitivo-narrativa, terapia lingüística de evaluación, etc. (Caro, 1997).  
•Internet favorece la rapidez en la transmisión de información y facilita la comunicación, incluso en personas con déficit de conductas asertivas. 
•Pueden beneficiarse de un tratamiento por internet personas implicadas en la red de redes e identificadas con los cambios que el desarrollo de las nuevas tecnologías lleva consigo. Estas personas se acomodarán fácilmente a relaciones terapéuticas "hiperpersonales" lo que incrementará su motivación al cambio, su adhesión a la terapia y su percepción de autoeficacia. 
•La "invisibilidad" del terapeuta puede favorecer la confidencialidad y la autorrevelación. El paciente puede verse así menos tenso, avergonzado o atemorizado si tiene la percepción de que su problema psicológico al exponerse cara a cara en una psicoterapia de corte clásico puede provocar el rechazo del psicólogo/a.
.Se brinda alivio al sufrimiento usando como dispositivo informático. Quien consulta pueda tratar su sufrimiento y mejorar su calidad de vida.
•Favorece a la autonomía del paciente.
•Posibilita la creación de nuevas técnicas de intervención enfocadas en la terapia en línea. 

## Consideraciones para que se de la E-terapia
Para Vásquez (2012) existen algunos aspectos a tomar en cuenta antes de dar inicio a lo que el llama "intervenciones psicológicas online":
•Que terapeuta y paciente posean la destreza en el manejo y cuidado de la computadora y de los programas que se utilizarán.
•La elección de este tipo de tratamiento por parte del paciente puede beneficiar al tratamiento.

## Eficacidad de la E-terapia
Sitios web de E-terapia  , informan que estudios Recientes han demostrado resultados prometedores respecto a la efectividad de la terapia online. Según una investigación publicada en el Journal of Affective Disorders, la terapia cognitivo-conductual administrada por internet mostró resultados comparables con la terapia presencial para el tratamiento de la depresión y ansiedad.
Este hallazgo no es aislado. Un metaanálisis que evaluó 64 estudios con más de 9,000 participantes encontró que la terapia psicológica a distancia obtuvo tasas de éxito equivalentes a las sesiones cara a cara, especialmente en el tratamiento de trastornos de ansiedad, depresión y estrés postraumático.

## Libros de referencia
- Guía para la intervención telepsicológica del Colegio Oficial de Psicólogos de Madrid (2018). https://www.copmadrid.org/web/publicaciones/guia-para-la-intervencion-telepsicologica
- Derrig-Palumbo, K., & Zeine, F. (2005). Online Therapy: A Therapist's Guide to Expanding Your Practice.
- Selvaggi, S., Sica, V. (2010). Telemedicina
- Vásquez, M. J. G. (2012). Reflexión sobre cómo los psicólogos perciben las intervenciones psicológicas online. Revista Virtual Universidad Católica Del Norte, (35), 346–365. Retrieved from http://www.redalyc.org/articulo.oa?id=194224362018
- Soto-Pérez, F., Franco, M., Monardes, C., & Jiménez, F. (2010). Internet y psicología clínica: revisión de las ciber-terapias. Revista de psicopatología y psicología clínica, 15(1), 19-37.http://www.aepcp.net/rppc.php?id=106
- Guía para la Práctica de telepsicología, del Colegio Oficial de Psicólogos de España (2017) http://www.cop.es/pdf/telepsicologia2017.pdf